# Hennediella stanfordensis
Hennediella stanfordensis là một loài Rêu trong họ Pottiaceae. Loài này được (Steere) Blockeel mô tả khoa học đầu tiên năm 1990.